# Zavrajskogo
Zavrajskogo är ett berg i Antarktis. Det ligger i Östantarktis. Argentina och Storbritannien gör anspråk på området. Toppen på Zavrajskogo är 1 235 meter över havet, eller 226 meter över den omgivande terrängen. Bredden vid basen är 4,3 km.
Terrängen runt Zavrajskogo är kuperad åt nordväst, men åt sydost är den platt. Trakten är obefolkad. Det finns inga samhällen i närheten. 